# Thermaerobacter
Thermaerobacter è un genere di batterio appartenente alla famiglia delle Syntrophomonadaceae.